# Bulbophyllum gautierense
Bulbophyllum gautierense är en orkidéart som beskrevs av Johannes Jacobus Smith. Bulbophyllum gautierense ingår i släktet Bulbophyllum och familjen orkidéer. Inga underarter finns listade i Catalogue of Life.